# Lúdas Matyi (hajó)
A Lúdas Matyi egy motoros személyszállító hajó, amelyet a budapesti Gheorghiu Dej Hajógyárban (ma Ganz Danubius Hajó- és Darugyár) építettek 1952-ben, egyedi, kormányzati protokoll célokra. A hajó megépítése Rákosi Mátyás személyes ajándéka volt a párt Központi Bizottságától.
A hajó technikai és esztétikai szempontból is kiemelkedőnek számított a maga korában. A korabeli hajóépítési gyakorlattól eltérően két olasz motort kapott, amelyek a megbízható és dinamikus mozgásért feleltek. A hajó belső tere rendkívül igényes kialakítású volt: a díszítéshez réz vereteket és bordó bársony huzatokat használtak, ami luxus benyomást keltett. Ezen felül a kommunikáció megkönnyítésére rádió adó-vevővel is felszerelték.
A hajó 2000-ben magántulajdonba került, majd 2007-ben egy teljes felújításon esett át Esztergomban. 
A Lúdas Matyi egyedi helyet foglal el a magyar hajózás történetében, mint egy olyan speciális építésű hajó, amely egy korszak politikai szimbólumává vált, bár rendeltetésszerűen sosem funkcionált.